# 颊鳞异条鳅
颊鳞异条鳅（学名：Paranemachilus genilepis）为輻鰭魚綱鯉形目条鳅科异条鳅属的鱼类。在中国，分布于珠江水系的左江、广西壮族自治区扶绥县昌平的地下河中等，常栖息于地下河。本魚體小粗壯且側扁，口亞下位，具有3對長觸鬚，體被細小鱗片，兩頰也被小鱗片，側線不完全，體色為淺褐色，背部具有不規則的深褐色斑點，體長可達7公分。主要棲息在喀斯特地形洞穴中，每年洪水期時會由出洞穴外覓食，成小群活動，可作為觀賞魚。该物种的模式产地在广西扶绥县昌平。

## 扩展阅读
維基物種上的相關：颊鳞异条鳅